# Danis Tanović
Danis Tanović (ur. 20 lutego 1969 w Zenicy) – bośniacki reżyser i scenarzysta filmowy.

## Życiorys
Tanović rozpoczął studia w szkole filmowej w Sarajewie, jednak przerwał je wybuch wojny domowej. Studia filmowe ukończył kilka lat później w Brukseli. W latach 90. kręcił filmy krótkometrażowe (L'aube, Buđenje).
W pełnym metrażu debiutował komediodramatem Ziemia niczyja (2001). Było to dzieło autorskie Tanovicia - poza reżyserią był on także autorem scenariusza i muzyki do filmu. Obnażający absurd wojny w Bośni obraz zdobył szereg nagród, w tym Oscara dla najlepszego filmu nieanglojęzycznego oraz nagrodę za najlepszy scenariusz na 54. MFF w Cannes.
W 2002 segment jego autorstwa znalazł się w głośnym filmie nowelowym 11.09.01. W 2005 Tanović nakręcił Piekło według pomysłu Krzysztofa Kieślowskiego i scenariusza Krzysztofa Piesiewicza.
Zasiadał w jury konkursu głównego na 56. MFF w Cannes (2003).

## Filmografia

### Reżyseria
- 2001: Ziemia niczyja (No Man's Land)
- 2002: 11.09.01 (segment Bośnia i Hercegowina)
- 2005: Piekło (L'enfer)
- 2009: Selekcja (Triage)
- 2010: Cyrk Columbia (Cirkus Columbia)
- 2013: Senada (Epizoda u životu berača željeza)
- 2014: Tigers
- 2016: Śmierć w Sarajewie (Smrt u Sarajevu)
- 2020: Sztuka zbrodni (The Postcard Killings)
- 2021: Deset u pola